# 왕립 공과대학교
왕립 공과대학교(Royal Institute of Technology; 스웨덴어: Kungliga Tekniska högskolan)는 스웨덴 스톡홀름에 있는 공과대학이다. 이곳은 1827년 설립되어 헬싱키의 TKK와 함께 스칸디나비아반도 최대의 공과대학으로 손꼽히고 있다. 약칭으로 KTH 혹은 스웨덴어: Koteho 코테호[*]을 사용한다. 한국인으로 순수하게 국내에서만 학, 석, 박사를 모두 획득한 조정우가 교수로 임용된 대학이기도 하다.

## 역사
1827년 첫 개교되었으며 처음에는 스웨덴의 주요 산업으로 자리잡고 있던 철광 산업과 도시 개발을 수행할 공학 인력 양성을 위한 전문 학원(Teknologiska Institutet) 형태로 설립되었다.
이후 1877년에 현재의 이름으로 바뀌었다.

## 캠퍼스
주 캠퍼스는 외스테르말름(스웨덴어: Östermalm)의 발할라베겐(Valhallavägen)에 위치하고 있다. 또한 시스타(스웨덴어: Kista)에도 포룸(스웨덴어: Forum)이란 이름의 IT 특화 캠퍼스가 있으며 플레밍스베리(스웨덴어: Flemingsberg), 하닝예(스웨덴어: Haninge) 및 쇠데르텔리에(스웨덴어: Södertälje) 등에도 별도의 캠퍼스를 운영하고 있다.
현재 주 캠퍼스의 건물들은 건축가 에릭 랄레르스테트(스웨덴어: Erik Lallerstedt)에 의해 설계되어 1917년 완공된 것으로, 국가적 낭만주의 양식을 따르고 있다.

## 갤러리

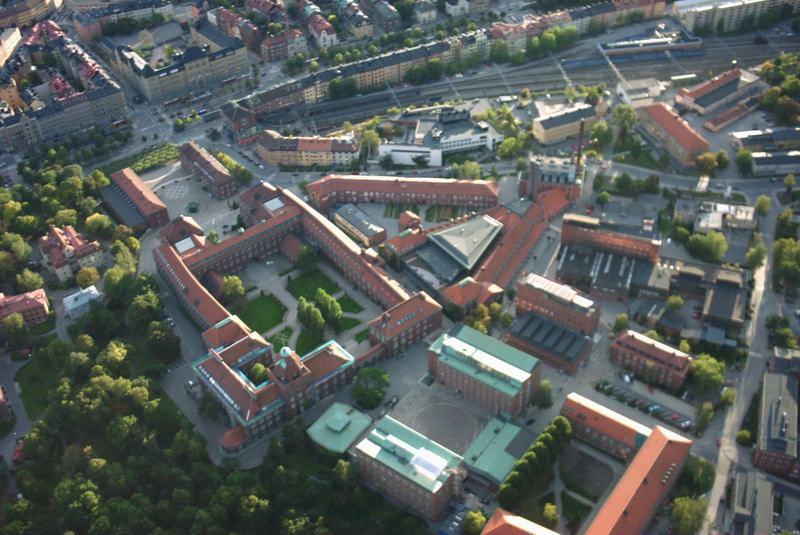
위에서 내려다본 KTH
KTH 메인 캠퍼스 안뜰